# Simdega
Simdega là một thành phố và là một khu vực quy hoạch (notified area) của quận Gumla thuộc bang Jharkhand, Ấn Độ.

## Địa lý
Simdega có vị trí 22°37′B 84°31′Đ / 22,62°B 84,52°Đ Nó có độ cao trung bình là 418 mét (1371 feet).

## Nhân khẩu
Theo điều tra dân số năm 2001 của Ấn Độ, Simdega có dân số 33.962 người. Phái nam chiếm 52% tổng số dân và phái nữ chiếm 48%. Simdega có tỷ lệ 68% biết đọc biết viết, cao hơn tỷ lệ trung bình toàn quốc là 59,5%: tỷ lệ cho phái nam là 73%, và tỷ lệ cho phái nữ là 63%. Tại Simdega, 15% dân số nhỏ hơn 6 tuổi.